# Arbejdsformidlingen
Arbejdsformidlingen, forkortet AF, var tidligere kernen i den statslige beskæftigelsesindsats i Danmark. AF havde som hovedopgave at formidle arbejde til a-kassemedlemmer (forsikrede ledige), mens kontanthjælpsmodtagere (ikke-forsikrede ledige) blev betjent af kommunerne.
I forbindelse med kommunalreformen blev AF nedlagt 1. januar 2007 og der dannedes 91 fælles Jobcentre, hvor staten og kommunen i fællesskab samarbejder om beskæftigelsesindsatsen på lokalniveau. Ud af de 91 er 14 såkaldte "Pilotjobcentre", hvilket betyder, at staten har delegeret ansvaret for den statslige beskæftigelsesindsats til kommunalbestyrelsen. 
I 2010 overgik hele opgaven til kommunerne, således at "pilotjobcentrenes" model blev gældende for alle.
| Erhverv og erhvervsliv | Spire Denne artikel om erhverv, erhvervsliv og arbejdsmarked er en spire som bør udbygges. Du er velkommen til at hjælpe Wikipedia ved at udvide den. |